# Klaes Karppinen
Pour les articles homonymes, voir Karppinen.
Klaes Karppinen (né le 7 octobre 1907 et décédé en 1992) est un ancien fondeur finlandais.

## Jeux olympiques
- Jeux olympiques d'hiver de 1936 à Garmisch-Partenkirchen  Allemagne:
  -  Médaille d'or en relais 4 × 10 km.

## Championnats du monde
- Championnats du monde de ski nordique 1934 à Solleftea  Suède:
  -  Médaille d'or en relais 4 × 10 km.
- Championnats du monde de ski nordique 1935 à Vysoke Tatry  Tchécoslovaquie:
  -  Médaille d'or sur 18 km.
  -  Médaille d'or en relais 4 × 10 km.
  -  Médaille d'argent sur 50 km.
- Championnats du monde de ski nordique 1937 à Chamonix  France:
  -  Médaille d'argent en relais 4 × 10 km.
- Championnats du monde de ski nordique 1938 à Lahti  Finlande:
  -  Médaille d'or en relais 4 × 10 km.
- Championnats du monde de ski nordique 1939 à Zakopane  Pologne:
  -  Médaille d'or en relais 4 × 10 km.
  -  Médaille d'argent sur 18 km.
  -  Médaille d'argent sur 50 km.